# ジム・ブラウン
ジェームズ・ナサニエル・ブラウン（James "Jim" Nathaniel Brown 1936年2月17日 - 2023年5月18日）は、ジョージア州セントサイモンズ出身の元アメリカンフットボール選手、俳優。
アメリカンフットボール選手としては、1957年から1965年までNFLのクリーブランド・ブラウンズで活躍した。彼はNFLのシーズンラッシング記録、通算ラッシング記録を樹立している。2002年にスポーティングニュースによって100人の偉大なプロフットボール選手が選出されたとき最も偉大な選手に選ばれている。

## 経歴

### プロ入りまで
父親はプロボクサーであった。8歳の時にニューヨーク州マンハセットに移った。地元の高校に進学した彼はアメリカンフットボール、ラクロス、野球、バスケットボール、陸上競技を行った。アメリカンフットボールでは1回あたり14.9ヤードを走り、バスケットボールでは1試合平均38点というロングアイランドの高校記録を作った。この記録は後にカール・ヤストレムスキーによって破られた。野球では投手を務めてノーヒットノーランを2度達成している。
シラキューズ大学に進学し2年次、ラン獲得ヤードはチーム2番目となった。3年次には666ヤード（平均5.2ヤード）を走った。4年次には986ヤード（平均6.2ヤード）を走り14タッチダウンをあげた。ハイズマン賞の投票で彼は5位となった。コルゲート大学戦では197ヤードを走り6タッチダウンをあげると共にエクストラポイントも7本決めて43得点をあげチームは61-7で勝利した。また大学時代にも彼はバスケットボールを1シーズンプレーし平均14得点、陸上競技では全米の大会で十種競技5位となった。ラクロスでは全米ナンバー1の選手と評価された。1957年のテキサスクリスチャン大学とのコットンボウルでも132ヤードを走り3タッチダウンをあげてエクストラポイントを3回成功させたが1回ブロックされ試合には27-28で敗れた。バスケットボールでは2年次にチーム2番目の平均15得点、3年次には11.3得点をあげた。ラクロスでは3年次にオールアメリカンのセカンドチームに選出され、4年次には10試合で全米2位となる43ゴールをあげてオールアメリカンのファーストチームに選ばれた。

### プロフットボール選手時代

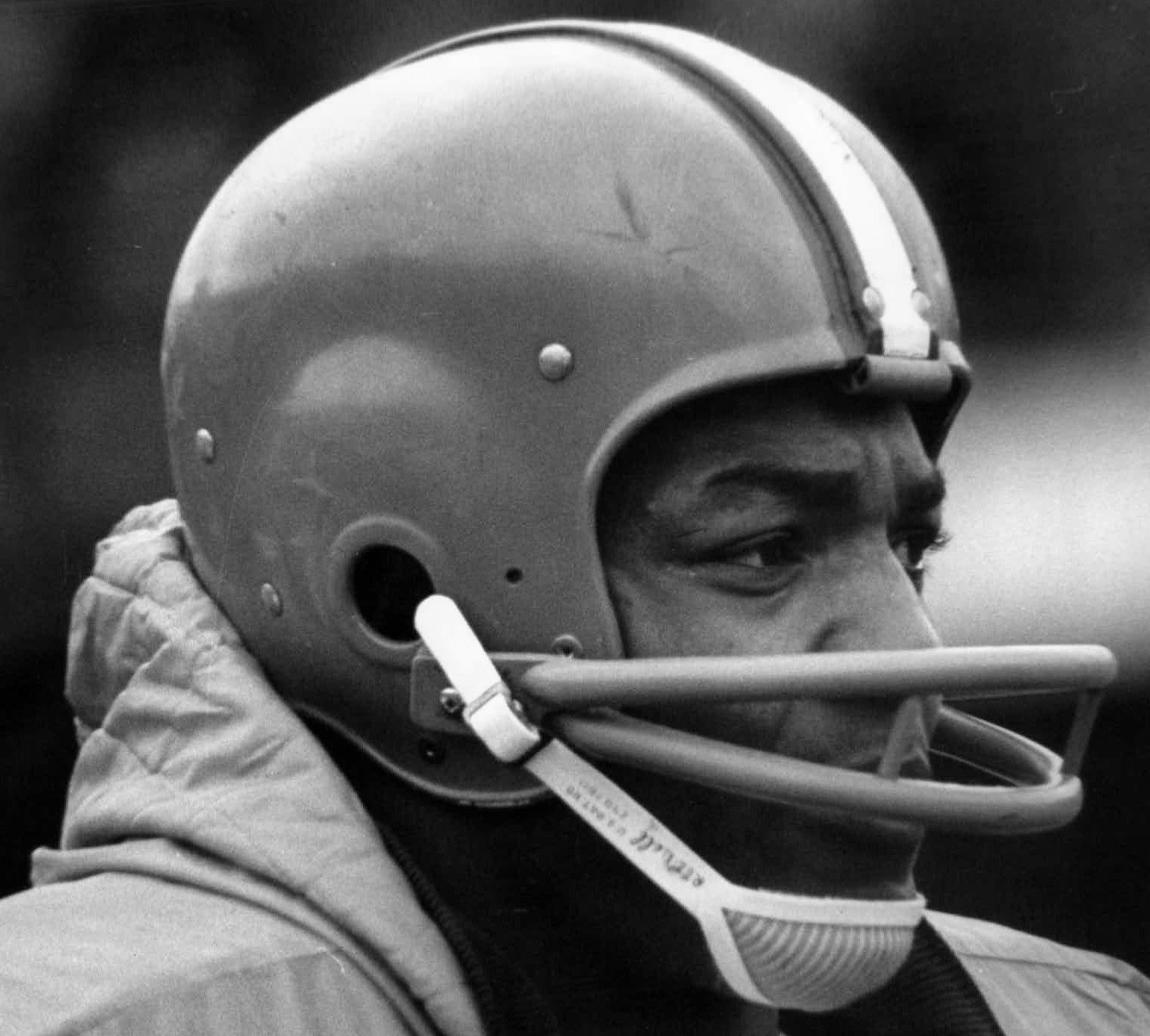
ブラウンズ在籍時代のブラウン

1957年のNFLドラフト1巡目全体6位でクリーブランド・ブラウンズに指名されて入団した。この年のNBAドラフトで彼はシラキューズ・ナショナルズからも指名されていた。この年彼は1試合で237ヤードを走るという新人ラッシング記録を作り、その記録は40年後にシンシナティ・ベンガルズのコーリー・ディロンが246ヤードを走るまで更新されなかった。
2年目の1958年には1,527ヤードを走り、この年リーグ2位の選手は791ヤードしか走っておらず、大差をつけてのリーディングラッシャーであった。
1961年11月19日の試合ではランで225ヤード、レシーブで50ヤード以上を獲得したが、同一試合でこの記録を達成したのは、その後2012年のジャマール・チャールズまで待つこととなった。
1963年には1シーズンのNFLラッシング記録となる1,863ヤードを走った。また通算ラン獲得12,312ヤード、通算106ラッシングタッチダウン、通算126タッチダウン、通算オールパーパスヤード15,549はいずれも当時のNFL記録となった。また最初に100ラッシングタッチダウンをあげた選手でもある。1978年以降NFLはシーズン16試合となったが彼の現役最初の4年間はシーズン12試合、その後5年間も14試合であった。100タッチダウン目は93試合目にあげた。この記録は2006年にラダニアン・トムリンソンが89試合目であげて破った。1958年から1961年、1964年と5シーズンでオールパーパスヤードリーグトップとなった。彼は1試合平均100ヤード以上を達成している唯一の選手にもなっている。レシーバーとしても優れ262回のレシーブで2,499ヤードを獲得、20タッチダウンをあげた。またキャリア9年間すべてでプロボウルに選出され現役最後の試合となったプロボウルでは3タッチダウンをあげた。数々の記録を残して29歳で現役を引退した。最後のシーズンもリーグ2位のラッシング記録を残した。
1963年に記録した1,863ヤードは現在もクリーブランド・ブラウンズ記録となっている。これはNFL32チームのチーム記録中最古のものとなっている。

### 現役引退後

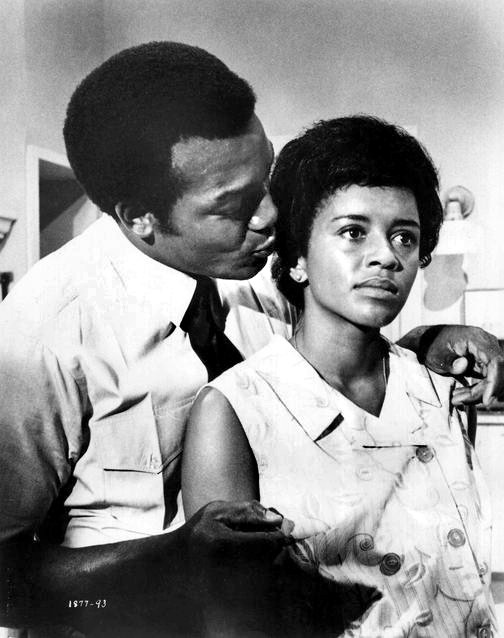
1970年の映画『…チック…チック…チック』の一場面。共演女優のジャネット・マクラクランと

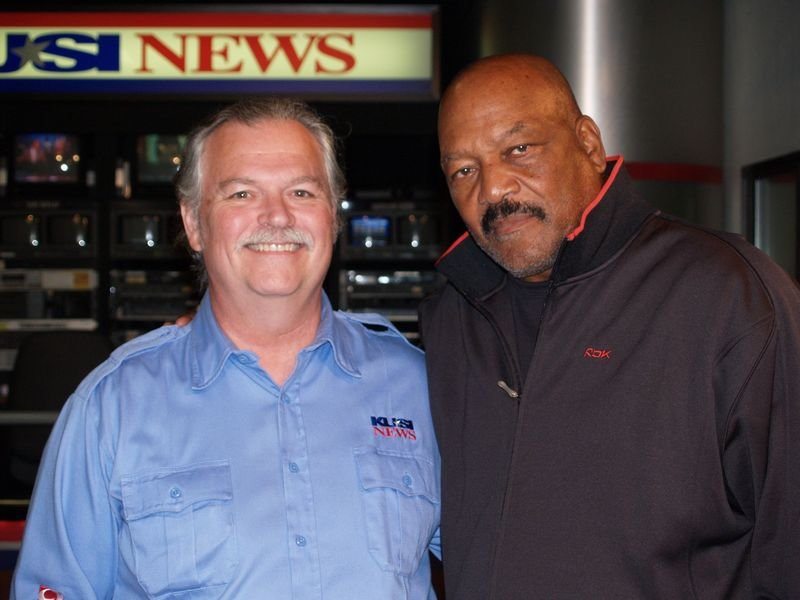
2007年11月にジャーナリストのフィル・コンスタンティンと

現役引退後は映画俳優となった。1964年に映画リオ・コンチョスで俳優としてデビューした彼は1967年の映画特攻大作戦の映画中で自身の引退表明のシーンを演じた。1969年の100挺のライフルではバート・レイノルズ、ラクエル・ウェルチと共演した。ウェルチは2002年にスパイク・リー監督のJim Brown: All-Americanにも出演している。1974年のThree th Hard Way、1975年のTake a Hard Rideなどいくつもの作品で同じ元NFL選手のフレッド・ウィリアムソンと共演している。1998年のスモール・ソルジャーズでは声優として出演した。1987年にはバトルランナーに出演、エニイ・ギブン・サンデーではアメリカンフットボールのコーチを演じた。
TVドラマではナイトライダーの3シーズン、第1話目エピソード「強敵!赤い殺人カー」に凶悪脱獄犯C・J・ジャクソン役で登場している。
引退から17年後の1983年に彼の生涯記録を破ることが期待されたピッツバーグ・スティーラーズのフランコ・ハリスのプレースタイルに対して自分のように1ヤードでも多く獲得しようとタックラーに向かっていくスタイルと異なりすぐにアウト・オブ・バーンズに逃げたがると批判を浴びせた。1984年10月7日、シカゴ・ベアーズのウォルター・ペイトンによって彼の通算ラッシング記録は更新された。一方ハリスは1984年にシアトル・シーホークスに移籍し8試合に出場したがブラウンの記録更新には及ばなかった。その後スティーラーズでプレーしたジェローム・ベティス（プレースタイルはブラウンと似ていた）はブラウンの記録を超えている。
1989年に彼の自叙伝、「Out of Bounds」がゼブラブックスから発行された。1993年にはUFCの解説者に起用されペイ・パー・ビューの最初の6シリーズを担当した。
2008年に彼はソニーとEAスポーツに対してビデオゲームのマッデンNFLで彼の肖像権を無許可で使用されたと訴訟を起こした。
2002年にアル・ラーナーブラウンズオーナーが死去した後、後を継いだランディー・ラーナーの経営スタイルを否定している。
2010年、クリーブランド・ブラウンズのエクゼクティブ・アドバイザーを解任されたがラーナーオーナー一族とわだかまりはないことを明かしている。
2023年5月18日、ロサンゼルスの自宅で死去。87歳没。

## 栄誉
1971年に彼はプロフットボール殿堂入りを果たした。また大学時代の活躍からカレッジフットボール殿堂入り、ラクロス殿堂入りも果たした。彼はNFLで118試合に出場し1試合平均104.3ヤードを獲得、平均5.2ヤードを稼いだ。1試合平均100ヤードを稼いだランニングバックは他におらず、例えばウォルター・ペイトンは1試合平均88ヤード、平均4･4ヤード、エミット・スミスは1試合平均81.2ヤード、平均4.2ヤードであった。歴代ベスト10のラッシャーの内、彼に最も数字が近いのはバリー・サンダースであり1試合平均99.8ヤード、平均5.0ヤードを走った。なおサンダースの父親はブラウンを私が見たベストのランナーだと言っている。
彼の背番号32はクリーブランド・ブラウンズの永久欠番となっている。

## 社会活動
1972年からは全米で最も貧しい地区であるミシシッピ州マーシャル郡へのチャリティを行うようになった。

## 主な出演作品

### 映画
| 公開年 | 邦題 原題                                               | 役名                         | 備考     |
| ------ | ------------------------------------------------------- | ---------------------------- | -------- |
| 1964   | リオ・コンチョス Rio Conchos                            | フランクリン                 |          |
| 1967   | 特攻大作戦 The Dirty Dozen                              | ロバート・T・ジェファーソン  |          |
| 1968   | 戦争プロフェッショナル The Mercenaries                  | ルフォ                       |          |
| 1968   | 北極の基地/潜航大作戦 Ice Station Zebra                 | レスリー・アンダース         |          |
| 1968   | 汚れた七人 The Split                                    | マクレイン                   |          |
| 1969   | 暴動 Riot                                               | ブリストン                   |          |
| 1969   | 100挺のライフル 100 Rifles                              | ライデッカー                 |          |
| 1969   | クリスチーヌの性愛記 The Grasshopper                    | トミー                       |          |
| 1970   | …チック…チック…チック ...tick... tick... tick...        | ジミー・プライス             |          |
| 1970   | エル・コンドル El Condor                                | ルーク                       |          |
| 1972   | シンジケート・キラー Slaughter                          | スローター                   |          |
| 1972   | スーパー・ガン Black Gun                                | ガン                         |          |
| 1973   | マシンガン用心棒 Slaughter's Big Rip-Off                | スローター                   |          |
| 1973   | 脱出!処刑の島 I Escaped from Devil's Island             | レ・ブラス                   |          |
| 1974   | ハードウェイ Three the Hard Way                         | ジミー                       |          |
| 1975   | ワイルドトレイル Take a Hard Ride                       | パイク                       |          |
| 1976   | ザ・リボルバー/怒りの38口径 One Down, Two to Go         | J                            |          |
| 1978   | マッド・フィンガーズ Fingers                            | ドリームス                   |          |
| 1987   | バトルランナー The Running Man                          | ファイヤーボール             |          |
| 1988   | ゴールデン・ヒーロー 最後の聖戦 I'm Gonna Git You Sucka | スラマー                     |          |
| 1988   | L.A.ヒート/復讐の街角 L.A. Heat                         | Captain                      |          |
| 1990   | 爆走コップ・タッカー Twisted Justice                    | モリス                       |          |
| 1996   | ホットシティ Original Gangstas                          | ジェイク・トレヴァー         |          |
| 1996   | マーズ・アタック! Mars Attacks!                         | バイロン・ウィリアムズ       |          |
| 1998   | ラストゲーム He Got Game                                | スパイヴィー                 |          |
| 1998   | スモール・ソルジャーズ Small Soldiers                   | ブッチ                       | 声の出演 |
| 1999   | エニイ・ギブン・サンデー Any Given Sunday               | モンテズマ・モンロー         |          |
| 2004   | セレブの種 She Hate Me                                  | ジェロニモ・アームストロング |          |

### テレビシリーズ
| 放映年    | 邦題 原題                     | 役名                   | 備考                 |
| --------- | ----------------------------- | ---------------------- | -------------------- |
| 1979,1983 | 白バイ野郎ジョン&パンチ CHiPs | ロモ／ジョン・ケイシー | 2つの役で3エピソード |
| 1984      | ナイトライダー Knight Rider   | C.J. ジャクソン        | 1エピソード          |
| 1985      | 女刑事レディブルー Lady Blue  | ストーカー             | 1エピソード          |

## 参照
1. ↑  Football's 100 Greatest Players Archived 2009年12月7日, at the Wayback Machine. TSN
2. ↑  Jim Brown Biography (1936-)
3. ↑  "REMEMBER JIM BROWN, LACROSSE STAR?" マイアミ・ヘラルド 1983年11月25日
4. 1 2 3 4 5  HALL OF FAMERS カレッジフットボール殿堂
5. ↑  Cotton Bowl 1957 TCU 28 Syracuse 27
6. ↑  NATIONAL LACROSSE HALL OF FAME
7. ↑  IMAGINE JIM BROWN WITH LACROSSE STICK... AP通信 2005年5月20日
8. ↑  Draft Oddities NBA.com 2009年10月31日閲覧
9. ↑  “Jock Bio: Corey Dillon”.   jockbio.com. 2011年2月7日閲覧。
10. ↑  “Corey Dillon Break's Single-Game Rushing Record”.   football.about.com (2000年10月23日). 2011年2月7日閲覧。
11. ↑  “引退したLTはランクイン？RB歴代トップ10 -前編-”.   NFL JAPAN (2012年6月19日). 2012年6月24日時点のオリジナルよりアーカイブ。2012年7月3日閲覧。
12. ↑  “開幕3連勝の立役者らが週間MVP -攻撃部門-”.   NFL JAPAN (2012年9月27日). 2012年10月16日閲覧。
13. 1 2  “Hall of Famers >> Jim Brown”.   profootballhof.com. 2011年2月7日閲覧。
14. ↑  他にもアート・モデルブラウンズオーナー、オリバー・ストーン、スチュアート・スコット、バーニー・ケイシー、ハンク・アーロン、ビル・ラッセル、フレッド・ウィリアムソン、ラクエル・ウェルチ、メルヴィン・ヴァン・ピーブルズ、ジョニー・コクラン、マイケル・ウィルボン、ジョー・フレージャーが出演した。
15. ↑  Football great Jim Brown suing EA, Sony Archived 2008年8月10日, at the Wayback Machine. 2009年10月31日閲覧
16. ↑  “ブラウンズ、チーム売却の噂を否定”.   NFK JAPAN (2012年6月8日). 2012年6月25日閲覧。
17. ↑  “殿堂入りRBブラウン氏、役職剥奪もわだかまりなし”.   NFL JAPAN (2010年6月7日). 2010年6月7日閲覧。
18. ↑  “ジム・ブラウン氏が死去　87歳　NFLブラウンズの元RB　北米プロスポーツ界の至宝”. スポーツニッポン. (2023年5月20日) 2023年5月20日閲覧。{{cite news}}:  CS1メンテナンス: 先頭の0を省略したymd形式の日付 (カテゴリ)
19. ↑  Career Rushing Yards Leaders PRO-FOOTBALL-REFERENCE.COM 2009年10月31日閲覧
20. ↑  Sanders' humility makes him distinctive ESPN Classic2009年10月31日閲覧